# Agencia Bibliográfica de Enseñanza Superior

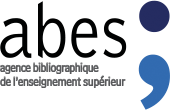
Logo del ABES

La Agencia Bibliográfica de Enseñanza Superior (en francés: Agence bibliographique de l'enseignement supérieur, ABES) es un organismo público de carácter administrativo (EPA) bajo la tutela del Ministerio de Enseñanza Superior, Investigación e Innovación francés (MESRI). Creada en 1994 para poner en marcha el Sistema Universitario de Documentación (Sudoc), la agencia Abes hace un papel de intermediador entre las bibliotecas universitarias y de investigación francesas. Su sede está en Montpellier. 

## Estructura y organización
Según el decreto número 94-921 de 24 de octubre de 1994, el Abes tiene como misión « reseñar y localizar los fondos documentales de las bibliotecas de Enseñanza Superior con el fin de facilitar el acceso a los catálogos bibliográficos y a las bases de datos, así como a los documentos originales ». Desde su creación, los equipos humanos que la gestionan han sido reforzados. En 2019, 76 personas trabajaban en la agencia, principalmente en las áreas de informática, biblioteconomía, administración y contabilidad. El gobierno de la agencia se encomienda a un Consejo de administración, y, a su vez, siguen las directrices de un Consejo científico (asesor).

### Directores
- Maggy Pézeril (1994-1997)[3]
- Suzanne Santiago (1998-2001)
- Sabine Barral (2001-2005)
- Raymond Bérard (2006-2013)
- Jérôme Kalfon (2013-2016)
- David Aymonin (2016-)[4]

## Datos
Desde su creación, la agencia Abes gestiona el Sudoc (Système universitaire de documentation), base de datos bibliográficos producidos por los profesionales de las bibliotecas de la enseñanza superior y la investigación (ESR). Los datos del Sudoc alimentan los sistemas de información (SIGB) de las bibliotecas integrantes del sistema Sudoc y se benefician igualmente de numerosos servicios documentales. Para una reutilización óptima, el conjunto de datos administrados por la agencia Abes están -salvo restricción- bajo licencia libre (Etalab o CC0). El catálogo Sudoc es público y comporta más 12 millones de referencias bibliográficas, reflejo de las colecciones presentes en las bibliotecas de la ESR:
- de documentos (libros, coloquios, películas, carteles) presentes en las 1.600 bibliotecas integrantes del Sudoc
- de recursos impresos (revistas, periódicos) presentes en los 3.400 bibliotecas de Sudoc PS
- de tesis doctorales de Francia desde 1981.
- de recursos webs electrónicos (periódicos, recursos ISTEX ...)
- de autores y colectivos (notas de autoridad) ligados a las publicaciones
- de bibliotecas y centros de recursos miembros del sistema Sudoc y Sudoc PS

El catálogo Sudoc es utilizado para la redacción de las bibliografías (reseñas bibliográficas), localización de labores, suministro de documentos a distancia en el marco del préstamo entre bibliotecas (PEB).

## Enseñanza superior e investigación (ESR)
En el marco de su misión de producción colaborativa de metadatos bibliográficos y del desarrollo de la documentación digital, la agencia Abes ha desarrollado numerosas herramientas y servicios de mutualización para provecho de las bibliotecas de la ESR :
- descripción de tesis doctorales : aplicaciones profesionales para la producción de los metadatos, el archivo  y la valoración de las tesis en formato digital (STAR - Descripción de las tesis y archivo / STEP - Descripción de las Tesis[5] en Preparación) ; theses.fr, buscador de tesis de doctorado desde 1985;
- archivo y manuscritos del personal ESR : Calames - Catálogo online del archivo y de los manuscritos de la enseñanza superior para las investigaciones documentales de los establecimientos del personal ESR. Como herramienta de catalogación, Calames permite la encodage de los datos al formato EAD, dedicado a documentos de archivo;
- IdRef - Identifiants y Référentiels ,: aplicación para la producción, el enriquecimiento, la consulta y la reutilización de las notas de autoridades (autores, colectivos) producidas por y para las bibliotecas de la ESR ;[6][7]
- BACON - Base de Conocimiento Nacional[8] :  los metadatos y componentes digitales del sistema producidos por el personal ESR están puestas a disposición en un formato adaptado (ficheros KBart) para su reutilización e investigación ;
- apoyo financiero y logístico : apoyo a los planes periódicos de conservación compartida (PCPP); proyectos compartidos con el consorcio Couperin; colaboración con el programa ISTEX; acuerdos marcos del mercado nacional de adquisición SGBm - Sistema de Gestión de Bibliotecas compartido.[9][10][11]

## Coberturas de producción de metadatos
La agencia Abes es consciente de la importancia del tratamiento de sus propios metadatos, por lo que se apoya sobre 750 identificadores para una completa identificación de los usos y necesidades del personal ESR.
| Coberturas   | Número de centros miembros                                                       |
| ------------ | -------------------------------------------------------------------------------- |
| Sudoc        | 161 establecimientos documentales - 1600 bibliotecas                             |
| Sudoc PS     | 32 centros organizadores - 3400 bibliotecas                                      |
| Supeb        | 336 bibliotecas                                                                  |
| Calames      | 51 centros documentales                                                          |
| Tesis - STAR | 90 centros habilitados - 49 universidades públicas, 32 grandes escuelas, 9 COMUE |
| Tesis - STEP | 80 centros habilitados - 48 universidades, 23 grandes escuelas, 9 COMUE          |